# 1240 Сентенарія
1240 Сентенарія (1240 Centenaria) — астероїд головного поясу, відкритий 5 лютого 1932 року.
Тіссеранів параметр щодо Юпітера — 3,254.